# Anna Odobescu
Anna Odobescu (Dubăsari, 3 novembre 1991) è una cantante moldava.
Ha rappresentato la Moldavia all'Eurovision Song Contest 2019 con il brano Stay, classificandosi 12ª nella seconda semifinale dell'evento.

## Biografia
Nata a Dubăsari, si è diplomata presso il Collegio Transnistriano di Musica di Tiraspol in musica pop e all'Accademia di Musica, Teatro e Belle Arti di Chișinău sempre nello stesso ambito.
Successivamente si è esibita con un'orchestra jazz intitolata a Victor Zelenskiy per poi insegnare canto alla Scuola delle Arti di Chișinău.
Nel 2018 ha preso parte all'O melodie pentru Europa con il brano Agony, scritto e composto da Valeriu Pașa, classificandosi 5ª nell'unica serata dell'evento.
L'anno successivo vi ha preso nuovamente parte con Stay, vincendo la competizione e accettando di rappresentare la Moldavia all'Eurovision Song Contest 2019 di Tel Aviv. Per l'esibizione è stata inoltre contattata l'artista ucraina Ksenija Symonova, già esibitasi sul palco eurovisivo per l'Ucraina di Mika Newton. Anna, per sponsorizzare il proprio singolo, ha preso parte a 3 eventi pre-eurovisivi: l'Eurovision in Concert di Amsterdam, l'Eurovision Spain Pre-Party di Madrid e il Moscow Eurovision Party di Mosca. Sorteggiata per la partecipazione nella seconda semifinale, Anna si è esibita al 3º posto, classificandosi 12ª con 85 punti.

## Vita privata
Anna è sposata con il cantante e compositore Alexandru Vdovicenco, con il quale ha avuto un figlio.

## Discografia

### Singoli
- 2018 – Agony
- 2019 – Stay
- 2019 – Dreaming
- 2020 – My Oh My